# ان‌جی‌سی ۵۷۹۳
ان‌جی‌سی ۵۷۹۳ (انگلیسی: NGC 5793) یک کهکشان مارپیچی است که تقریباً در فاصله ۱۵۰ میلیون سال نوری از زمین در صورت فلکی ترازو قرار دارد.